# Violettstrupig inka
Violettstrupig inka (Coeligena violifer) är en fågel i familjen kolibrier.

## Utseende och läte
Violettstrupig inka är en stor och ståtlig kolibri med en lång och rak näbb. Den har grönt huvud och bronsbrun kropp. Hanen har en glänsade violett fläck på strupen och blått i pannan. I flykten syns den karakteristiska stjärtteckningen tydligt, svart kontrasterande med stora paneler med beigeorange eller vitt, beroende på underart.

## Utbredning och systematik
Violettstrupig inka delas in i fyra underarter:
- Coeligena violifer dichroura – förekommer i Anderna i södra Ecuador (Loja) till Peru (Junín, Huánuco och Lima)
- Coeligena violifer albicaudata – förekommer i Anderna i södra Peru (Cusco, Apurimac och Ayacucho)
- Coeligena violifer osculans – förekommer i Anderna i sydöstra Peru (Cusco)
- Coeligena violifer violifer – förekommer i Anderna i nordvästra Bolivia (La Paz och Cochabamba)

Sedan 2014 urskiljer Birdlife International och naturvårdsunionen IUCN alla underarter som egna arter: "apurímacinka" (C. albicaudata), "cuzcoinka" (C. osculans), "huanucoinka" (C. dichroura) och "boliviainka" (C. violifer i begränsad mening). 

## Levnadssätt
Violettstrupig inka hittas i bergskogar, elfinskog och fuktiga buskmarker ovan trädgränsen. Där håller den sig lågt.

## Status
IUCN bedömer hotstatusen för alla underarter (eller arter) var för sig, alla som livskraftiga.